# Sidemia plebeja
Sidemia plebeja är en fjärilsart som beskrevs av Otto Staudinger 1888. Sidemia plebeja ingår i släktet Sidemia och familjen nattflyn. Inga underarter finns listade i Catalogue of Life.